# Baseball-Weltmeisterschaft der Frauen 2008/Teilnehmer
Dieser Artikel behandelt die teilnehmenden Mannschaften bei der Baseball-Weltmeisterschaft der Frauen 2008 in Matsuyama. Die Mannschaften sind nach Kontinenten sortiert.

## Nord- und Mittelamerika

### Kanada
Die Mannschaft aus Kanada nahm zum dritten Mal an der Baseball-Weltmeisterschaft der Frauen teil. Somit war sie bei jeder Austragung qualifiziert.
Ergebnisse
Vorrunde Gruppe B
| Datum      | Zeit  | Stadion                    | Begegnung | Begegnung | Begegnung | Ergebnis |
| ---------- | ----- | -------------------------- | --------- | --------- | --------- | -------- |
| 24. August | 12:30 | Botchan Stadium, Matsuyama | Kanada    | –         | Hongkong  | 19:9 (5) |
| 25. August | 19:00 | Botchan Stadium, Matsuyama | Japan     | –         | Kanada    | 12:2 (5) |
| 26. August | 12:30 | Botchan Stadium, Matsuyama | Südkorea  | –         | Kanada    | 0:15 (4) |

Tabellenplatz Gruppe B
| Pl. |        | S | N | Pzt.  |
| 2.  | Kanada | 2 | 1 | 0.667 |

Zwischenrunde Gruppe C
| Datum      | Zeit  | Stadion                    | Begegnung          | Begegnung | Begegnung  | Ergebnis |
| ---------- | ----- | -------------------------- | ------------------ | --------- | ---------- | -------- |
| 27. August | 12:30 | Botchan Stadium, Matsuyama | Vereinigte Staaten | –         | Kanada     | 6:7      |
| 28. August | 12:30 | Botchan Stadium, Matsuyama | Kanada             | –         | Australien | 7:6      |

Tabellenplatz Gruppe C
| Pl. |        | S | N | Pzt.  |
| 2.  | Kanada | 2 | 1 | 0.667 |

Finalrunde
| Spiel  | Datum      | Zeit  | Stadion                    | Begegnung | Begegnung | Begegnung | Ergebnis |
| ------ | ---------- | ----- | -------------------------- | --------- | --------- | --------- | -------- |
| Finale | 29. August | 18:30 | Botchan Stadium, Matsuyama | Japan     | –         | Kanada    | 11:3     |

### Vereinigte Staaten
Die Mannschaft aus den Vereinigten Staaten nahm zum dritten Mal an der Baseball-Weltmeisterschaft der Frauen teil. Somit war sie bei jeder Austragung qualifiziert. Die Amerikanerinnen waren Titelverteidigerinnen, konnten den Titel aber nicht verteidigen.
Ergebnisse
Vorrunde Gruppe A
| Datum      | Zeit  | Stadion                    | Begegnung          | Begegnung | Begegnung          | Ergebnis |
| ---------- | ----- | -------------------------- | ------------------ | --------- | ------------------ | -------- |
| 24. August | 10:30 | Madonna Stadium, Matsuyama | Chinesisch Taipeh  | –         | Vereinigte Staaten | 5:11     |
| 25. August | 10:30 | Madonna Stadium, Matsuyama | Indien             | –         | Vereinigte Staaten | 0:27 (4) |
| 26. August | 14:30 | Madonna Stadium, Matsuyama | Vereinigte Staaten | –         | Australien         | 11:1 (6) |

Tabellenplatz Gruppe A
| Pl. |                    | S | N | Pzt.  |
| 1.  | Vereinigte Staaten | 3 | 0 | 1.000 |

Zwischenrunde Gruppe C
| Datum      | Zeit  | Stadion                    | Begegnung          | Begegnung | Begegnung | Ergebnis |
| ---------- | ----- | -------------------------- | ------------------ | --------- | --------- | -------- |
| 27. August | 12:30 | Botchan Stadium, Matsuyama | Vereinigte Staaten | –         | Kanada    | 6:7      |
| 28. August | 18:30 | Botchan Stadium, Matsuyama | Vereinigte Staaten | –         | Japan     | 5:9      |

Tabellenplatz Gruppe C
| Pl. |                    | S | N | Pzt.  |
| 3.  | Vereinigte Staaten | 1 | 2 | 0.333 |

Finalrunde
| Spiel            | Datum      | Zeit  | Stadion                    | Begegnung  | Begegnung | Begegnung          | Ergebnis |
| ---------------- | ---------- | ----- | -------------------------- | ---------- | --------- | ------------------ | -------- |
| Spiel um Platz 3 | 29. August | 14:30 | Botchan Stadium, Matsuyama | Australien | –         | Vereinigte Staaten | 1:2      |

## Asien

### Hongkong
Die Mannschaft aus Hongkong nahm nach 2006 zum zweiten Mal an der Baseball-Weltmeisterschaft der Frauen teil.
Ergebnisse
Vorrunde Gruppe B
| Datum      | Zeit  | Stadion                    | Begegnung | Begegnung | Begegnung | Ergebnis |
| ---------- | ----- | -------------------------- | --------- | --------- | --------- | -------- |
| 24. August | 12:30 | Botchan Stadium, Matsuyama | Kanada    | –         | Hongkong  | 19:9 (5) |
| 25. August | 12:30 | Botchan Stadium, Matsuyama | Hongkong  | –         | Südkorea  | 5:15 (5) |
| 26. August | 18:30 | Botchan Stadium, Matsuyama | Hongkong  | –         | Japan     | 1:24 (4) |

Tabellenplatz Gruppe B
| Pl. |          | S | N | Pzt.  |
| 4.  | Hongkong | 0 | 3 | 0.000 |

Ausscheidungsspiele um Platz 5 bis 8
| Datum      | Zeit  | Stadion                    | Begegnung         | Begegnung | Begegnung | Ergebnis |
| ---------- | ----- | -------------------------- | ----------------- | --------- | --------- | -------- |
| 27. August | 10:30 | Madonna Stadium, Matsuyama | Chinesisch Taipeh | –         | Hongkong  | 16:2 (5) |

Finalrunde
| Spiel            | Datum      | Zeit  | Stadion                    | Begegnung | Begegnung | Begegnung | Ergebnis |
| ---------------- | ---------- | ----- | -------------------------- | --------- | --------- | --------- | -------- |
| Spiel um Platz 7 | 29. August | 14:30 | Madonna Stadium, Matsuyama | Indien    | –         | Hongkong  | 8:6      |

### Indien
Die Mannschaft aus Indien nahm zum ersten Mal an der Baseball-Weltmeisterschaft der Frauen teil. Bereits 2004 war die Mannschaft für das Turnier gemeldet, trat aber nicht an.
Ergebnisse
Vorrunde Gruppe A
| Datum      | Zeit  | Stadion                    | Begegnung  | Begegnung | Begegnung          | Ergebnis |
| ---------- | ----- | -------------------------- | ---------- | --------- | ------------------ | -------- |
| 24. August | 14:30 | Madonna Stadium, Matsuyama | Australien | –         | Indien             | 15:0 (5) |
| 25. August | 10:30 | Madonna Stadium, Matsuyama | Indien     | –         | Vereinigte Staaten | 0:27 (4) |
| 26. August | 10:30 | Madonna Stadium, Matsuyama | Indien     | –         | Chinesisch Taipeh  | 0:6      |

Tabellenplatz Gruppe A
| Pl. |        | S | N | Pzt.  |
| 4.  | Indien | 0 | 3 | 0.000 |

Ausscheidungsspiele um Platz 5 bis 8
| Datum      | Zeit  | Stadion                    | Begegnung | Begegnung | Begegnung | Ergebnis |
| ---------- | ----- | -------------------------- | --------- | --------- | --------- | -------- |
| 27. August | 14:30 | Madonna Stadium, Matsuyama | Südkorea  | –         | Indien    | 9:7      |

Finalrunde
| Spiel            | Datum      | Zeit  | Stadion                    | Begegnung | Begegnung | Begegnung | Ergebnis |
| ---------------- | ---------- | ----- | -------------------------- | --------- | --------- | --------- | -------- |
| Spiel um Platz 7 | 29. August | 14:30 | Madonna Stadium, Matsuyama | Indien    | –         | Hongkong  | 8:6      |

### Japan
Die Mannschaft aus Japan nahm zum dritten Mal an der Baseball-Weltmeisterschaft der Frauen teil. Somit war sie bei jeder Austragung qualifiziert. Die Japanerinnen waren Gastgeberinnen und konnten den Titel gewinnen.
Ergebnisse
Vorrunde Gruppe B
| Datum      | Zeit  | Stadion                    | Begegnung | Begegnung | Begegnung | Ergebnis |
| ---------- | ----- | -------------------------- | --------- | --------- | --------- | -------- |
| 24. August | 18:30 | Botchan Stadium, Matsuyama | Südkorea  | –         | Japan     | 0:11 (5) |
| 25. August | 19:00 | Botchan Stadium, Matsuyama | Japan     | –         | Kanada    | 12:2 (5) |
| 26. August | 18:30 | Botchan Stadium, Matsuyama | Hongkong  | –         | Japan     | 1:24 (4) |

Tabellenplatz Gruppe B
| Pl. |       | S | N | Pzt.  |
| 1.  | Japan | 3 | 0 | 1.000 |

Zwischenrunde Gruppe C
| Datum      | Zeit  | Stadion                    | Begegnung          | Begegnung | Begegnung  | Ergebnis |
| ---------- | ----- | -------------------------- | ------------------ | --------- | ---------- | -------- |
| 27. August | 18:30 | Botchan Stadium, Matsuyama | Japan              | –         | Australien | 10:1     |
| 28. August | 18:30 | Botchan Stadium, Matsuyama | Vereinigte Staaten | –         | Japan      | 5:9      |

Tabellenplatz Gruppe C
| Pl. |       | S | N | Pzt.  |
| 1.  | Japan | 3 | 0 | 1.000 |

Finalrunde
| Spiel  | Datum      | Zeit  | Stadion                    | Begegnung | Begegnung | Begegnung | Ergebnis |
| ------ | ---------- | ----- | -------------------------- | --------- | --------- | --------- | -------- |
| Finale | 29. August | 18:30 | Botchan Stadium, Matsuyama | Japan     | –         | Kanada    | 11:3     |

### Südkorea
Die Mannschaft aus Südkorea nahm zum ersten Mal an der Baseball-Weltmeisterschaft der Frauen teil.
Ergebnisse
Vorrunde Gruppe B
| Datum      | Zeit  | Stadion                    | Begegnung | Begegnung | Begegnung | Ergebnis |
| ---------- | ----- | -------------------------- | --------- | --------- | --------- | -------- |
| 24. August | 18:30 | Botchan Stadium, Matsuyama | Südkorea  | –         | Japan     | 0:11 (5) |
| 25. August | 12:30 | Botchan Stadium, Matsuyama | Hongkong  | –         | Südkorea  | 5:15 (5) |
| 26. August | 12:30 | Botchan Stadium, Matsuyama | Südkorea  | –         | Kanada    | 0:15 (4) |

| Pl. |          | S | N | Pzt.  |
| 3.  | Südkorea | 1 | 2 | 0.333 |

Ausscheidungsspiele um Platz 5 bis 8
| Datum      | Zeit  | Stadion                    | Begegnung | Begegnung | Begegnung | Ergebnis |
| ---------- | ----- | -------------------------- | --------- | --------- | --------- | -------- |
| 27. August | 14:30 | Madonna Stadium, Matsuyama | Südkorea  | –         | Indien    | 9:7      |

Finalrunde
| Spiel            | Datum      | Zeit  | Stadion                    | Begegnung         | Begegnung | Begegnung | Ergebnis |
| ---------------- | ---------- | ----- | -------------------------- | ----------------- | --------- | --------- | -------- |
| Spiel um Platz 7 | 29. August | 10:30 | Madonna Stadium, Matsuyama | Chinesisch Taipeh | –         | Südkorea  | 16:1 (4) |

### Chinesisches Taipeh
Die Mannschaft aus dem Chinesischen Taipeh nahm zum dritten Mal an der Baseball-Weltmeisterschaft der Frauen teil. Somit war sie bei jeder Austragung qualifiziert.
Ergebnisse
Vorrunde Gruppe A
| Datum      | Zeit  | Stadion                    | Begegnung         | Begegnung | Begegnung          | Ergebnis |
| ---------- | ----- | -------------------------- | ----------------- | --------- | ------------------ | -------- |
| 24. August | 10:30 | Madonna Stadium, Matsuyama | Chinesisch Taipeh | –         | Vereinigte Staaten | 5:11     |
| 25. August | 14:30 | Madonna Stadium, Matsuyama | Chinesisch Taipeh | –         | Australien         | 0:12 (6) |
| 26. August | 10:30 | Madonna Stadium, Matsuyama | Indien            | –         | Chinesisch Taipeh  | 0:6      |

Tabellenplatz Gruppe A
| Pl. |                   | S | N | Pzt.  |
| 3.  | Chinesisch Taipeh | 1 | 2 | 0.333 |

Ausscheidungsspiele um Platz 5 bis 8
| Datum      | Zeit  | Stadion                    | Begegnung         | Begegnung | Begegnung | Ergebnis |
| ---------- | ----- | -------------------------- | ----------------- | --------- | --------- | -------- |
| 27. August | 10:30 | Madonna Stadium, Matsuyama | Chinesisch Taipeh | –         | Hongkong  | 16:2 (5) |

Finalrunde
| Spiel            | Datum      | Zeit  | Stadion                    | Begegnung         | Begegnung | Begegnung | Ergebnis |
| ---------------- | ---------- | ----- | -------------------------- | ----------------- | --------- | --------- | -------- |
| Spiel um Platz 7 | 29. August | 10:30 | Madonna Stadium, Matsuyama | Chinesisch Taipeh | –         | Südkorea  | 16:1 (4) |

## Ozeanien

### Australien
Die Mannschaft aus Australien nahm zum dritten Mal an der Baseball-Weltmeisterschaft der Frauen teil. Somit war sie bei jeder Austragung qualifiziert.
Ergebnisse
Vorrunde Gruppe A
| Datum      | Zeit  | Stadion                    | Begegnung          | Begegnung | Begegnung  | Ergebnis |
| ---------- | ----- | -------------------------- | ------------------ | --------- | ---------- | -------- |
| 24. August | 14:30 | Madonna Stadium, Matsuyama | Australien         | –         | Indien     | 15:0 (5) |
| 25. August | 14:30 | Madonna Stadium, Matsuyama | Chinesisch Taipeh  | –         | Australien | 0:12 (6) |
| 26. August | 14:30 | Madonna Stadium, Matsuyama | Vereinigte Staaten | –         | Australien | 11:1 (6) |

Tabellenplatz Gruppe A
| Pl. |            | S | N | Pzt.  |
| 2.  | Australien | 2 | 1 | 0.667 |

Zwischenrunde Gruppe C
| Datum      | Zeit  | Stadion                    | Begegnung | Begegnung | Begegnung  | Ergebnis |
| ---------- | ----- | -------------------------- | --------- | --------- | ---------- | -------- |
| 27. August | 18:30 | Botchan Stadium, Matsuyama | Japan     | –         | Australien | 10:1     |
| 28. August | 12:30 | Botchan Stadium, Matsuyama | Kanada    | –         | Australien | 7:6      |

Tabellenplatz Gruppe C
| Pl. |            | S | N | Pzt.  |
| 4.  | Australien | 0 | 3 | 0.000 |

Finalrunde
| Spiel            | Datum      | Zeit  | Stadion                    | Begegnung  | Begegnung | Begegnung          | Ergebnis |
| ---------------- | ---------- | ----- | -------------------------- | ---------- | --------- | ------------------ | -------- |
| Spiel um Platz 3 | 29. August | 14:30 | Botchan Stadium, Matsuyama | Australien | –         | Vereinigte Staaten | 1:2      |